# Jon Jones (bojovník)
Jonathan Dwight Jones (ve světě MMA znám jako Jon Jones; přezdívka "Bones" - "Kosti"; narozen 19. července 1987) je americký bojovník smíšených bojových umění (MMA). Je bývalý (titulu se dobrovolně vzdal v roce 2020) šampion polotěžké a bývalý šampion těžké váhy organizace UFC. Titul šampiona těžké váhy vzdal roku 2025. Titul získal jako 23letý a stal se tak nejmladším šampionem v historii organizace. Do nejtěžší váhové kategorie vstoupil úspěšně 5. 3. 2023, když pomocí tzv. gilotiny porazil Ciryla Ganeho v souboji o titul.
Svou kariéru začal na vysoké škole jako bojovník v zápase řecko-římském. Je proto vynikající zápasník a je obtížné ho strhnout na zem. Později přešel i na thajský box a brazilské jiu jitsu. Jeho styl se vyznačuje velmi technickým a opatrným bojem v postoji s velkým využitím rychlých úderů lokty, koleny a hlavně kopy, kterými soupeři bere chuť do zápasu. Rovněž jeho zem je na vysoké úrovni. Velkou výhodou Jona Jonese je mimořádný rozsah paží (215 cm), zdaleka největší ve své váhové kategorii. Během své kariéry dokázal velmi přesvědčivě porazit celkem pět předchozích držitelů titulu v polotěžké váze. Byli to Mauricio "Shogun" Rua, Quinton "Rampage" Jackson, Lyoto Machida, Rashad Evans a Vitor Belfort.
Svojí kariéru si kazí svými „úlety“ mimo klec.
Před jednou z největších událostí v historii UFC, nesoucí název UFC 200, kde měl být hlavním tahákem večera souboj Cormier vs. Jones, byl Jones ze zápasu stažen a nahrazen Andersonem Silvou. Důvodem byla pozitivní dopingová zkouška. Jon Jones se tedy nepoučil ze svého předchozího chování, kdy měl na rok zastavenou činnost.
Po svém návratu, na galavečeru UFC 214, Jones knockoutoval svého největšího soupeře Daniela Cormiera a získal titul šampióna polotěžké váhy. O pár dní později se ovšem opět opakovala historie, a to pozitivní nález v těle Jona z předzápasové dopingové kontroly. Jones však popřel to, že by vědomě bral zakázané látky. Titul mu byl přesto odebrán a navrácen zpět Cormierovi. Ten zanedlouho potom obhájil titul polotěžké váhy a následně vyhrál i pás těžké váhy. Titul polotěžké váhy mu však byl odebrán.
Jonesův návrat do oktagonu proběhl 29. prosince 2018. Jeho soupeřem byl Alexander Gustafsson. První dvě kola si Jones "četl" svého soupeře, a díky kopům na nohu Gustaffsonovi znemožnil držet se jeho taktiky. Jones ho nakonec ve třetím kole strhnul k zemi a zasypal ho údery. Zvítězil tak na technické KO.
Na turnaji UFC 235 se Jones utkal s Anthony Smithem. Toho jednoznačně porazil na body. V pátém kole použil ilegální kop kterým si mohl prohrát zápas. Smith ale v zápase chtěl pokračovat.
Na turnaji UFC 239 se Jones utkal s Thiagem Santosem, kterého těsně porazil na body. V prvním kole si Santos poranil koleno, a zbytek zápasu bojoval se zraněním.
Na turnaji UFC 247 se Jones utkal s Dominickem Reyesem, kterého těsně porazil na body. Podle spousty lidí měl zápas vyhrát Reyes.
Jon Jones měří 195 cm, nastupoval do zápasů polotěžké váhy - musel tedy před zápasem navážit 93 kg - mimo zápasy se držel kolem 100 kg, nicméně vše se mění s jeho přestupem do těžké váhy, a jeho rozpětí paží je 215 cm, což je největší v historii UFC.
Jeho zápasová bilance činí 27 výher (z toho 9 knockoutem a 7 na submisi), 1 prohra, která byla na základě diskvalifikace (nepovolené údery loktem seshora). a jeden zápas bez výsledku. (Pozitivní dopingový nález)

## MMA výsledky

### Profesionální kariéra
| Výhra  | 28-1 (1) | Stipe Miocic         | TKO (točivý zadní kop a údery)                 | UFC 309                                   | 16. listopadu 2024 | 3 | 4:29 | New York, New York, Spojené státy americké        |
| Výhra  | 27-1 (1) | Ciryl Gane           | Donucení                                       | UFC 285                                   | 5. březen 2023     | 1 | 2:04 | Las Vegas, Nevada, Spojené státy americké         |
| Výhra  | 26-1 (1) | Dominick Reyes       | Na body                                        | UFC 247                                   | 9. únor 2020       | 5 | 5:00 | Houston, Texas, Spojené státy americké            |
| Výhra  | 25-1 (1) | Thiago Santos        | Na body                                        | UFC 239                                   | 6. červenec 2019   | 5 | 5:00 | Las Vegas, Nevada, Spojené státy americké         |
| Výhra  | 24-1 (1) | Anthony Smith        | Na body                                        | UFC 235                                   | 2. březen 2019     | 5 | 5:00 | Las Vegas, Nevada, Spojené státy americké         |
| Výhra  | 23-1 (1) | Alexander Gustafsson | TKO (údery)                                    | UFC 232                                   | 29. prosinec 2018  | 3 | 2:02 | Inglewood, Kalifornie, Spojené státy americké     |
| NC     | 22-1 (1) | Daniel Cormier       | Bez výsledku                                   | UFC 214                                   | 29. červenec 2017  | 3 | 3:01 | Anaheim, Kalifornie, Spojené státy americké       |
| Výhra  | 22-1     | Ovince Saint Preux   | Na body                                        | UFC 197                                   | 23. duben 2016     | 5 | 5:00 | Las Vegas, Nevada, Spojené státy americké         |
| Výhra  | 21-1     | Daniel Cormier       | Na body                                        | UFC 182                                   | 3. leden 2015      | 5 | 5:00 | Las Vegas, Nevada, Spojené státy americké         |
| Výhra  | 20-1     | Glover Teixeira      | Na body                                        | UFC 172                                   | 26. duben 2014     | 5 | 5:00 | Baltimore, Maryland, Spojené státy americké       |
| Výhra  | 19-1     | Alexander Gustafsson | Na body                                        | UFC 165                                   | 21. září 2013      | 5 | 5:00 | Toronto, Ontario, Kanada                          |
| Výhra  | 18-1     | Chael Sonnen         | TKO (lokty a údery)                            | UFC 159                                   | 27. duben 2013     | 1 | 4:33 | Newark, New Jersey, Spojené státy americké        |
| Výhra  | 17-1     | Vitor Belfort        | Donucení (americana)                           | UFC 152                                   | 22. září 2012      | 4 | 0:54 | Toronto, Ontario, Kanada                          |
| Výhra  | 16-1     | Rashad Evans         | Na body                                        | UFC 145                                   | 21. duben 2012     | 5 | 5:00 | Atlanta, Georgie, Spojené státy americké          |
| Výhra  | 15-1     | Lyoto Machida        | Technické donucení (guillotine choke ve stoje) | UFC 140                                   | 10. prosinec 2011  | 2 | 4:26 | Toronto, Ontario, Kanada                          |
| Výhra  | 14-1     | Quinton Jackson      | Donucení (rear-naked choke)                    | UFC 135                                   | 24. září 2011      | 4 | 1:14 | Denver, Colorado, Spojené státy americké          |
| Výhra  | 13-1     | Maurício Rua         | TKO (údery a kolena)                           | UFC 128                                   | 19. březen 2011    | 3 | 2:37 | Newark, New Jersey, Spojené státy americké        |
| Výhra  | 12-1     | Ryan Bader           | Donucení (guillotine choke)                    | UFC 126                                   | 5. únor 2011       | 2 | 4:20 | Las Vegas, Nevada, Spojené státy americké         |
| Výhra  | 11-1     | Vladimir Matyushenko | TKO (lokty)                                    | UFC Live: Jones vs. Matyushenko           | 1. srpen 2010      | 1 | 1:52 | San Diego, Kalifornie, Spojené státy americké     |
| Výhra  | 10-1     | Brandon Vera         | TKO (loket a údery)                            | UFC Live: Vera vs. Jones                  | 21. březen 2010    | 1 | 3:19 | Broomfield, Colorado, Spojené státy americké      |
| Prohra | 9-1      | Matt Hamill          | Diskvalifikace (ilegální loket)                | The Ultimate Fighter: Heavyweights Finale | 5. prosinec 2009   | 1 | 4:14 | Las Vegas, Nevada, Spojené státy americké         |
| Výhra  | 9-0      | Jake O'Brien         | Donucení (guillotine choke)                    | UFC 100                                   | 11. červenec 2009  | 2 | 2:43 | Las Vegas, Nevada, Spojené státy americké         |
| Výhra  | 8-0      | Stephan Bonnar       | Na body                                        | UFC 94                                    | 31. leden 2009     | 3 | 5:00 | Las Vegas, Nevada, Spojené státy americké         |
| Výhra  | 7-0      | André Gusmão         | Na body                                        | UFC 87                                    | 9. srpen 2008      | 3 | 5:00 | Minneapolis, Minnesota, Spojené státy americké    |
| Výhra  | 6-0      | Moyses Gabin         | TKO (údery)                                    | Battle Cage Xtreme 5                      | 20. červenec 2008  | 2 | 1:58 | Atlantic City, New Jersey, Spojené státy americké |
| Výhra  | 5-0      | Parker Porter        | KO (úder)                                      | World Championship Fighting 3             | 20. červen 2008    | 1 | 0:36 | Wilmington, Massachusetts, Spojené státy americké |
| Výhra  | 4-0      | Ryan Verrett         | TKO (údery)                                    | USFL: War in the Woods 3                  | 9. květen 2008     | 1 | 0:14 | Ledyard, Connecticut, Spojené státy americké      |
| Výhra  | 3-0      | Anthony Pina         | Donucení (guillotine choke)                    | Ice Fighter                               | 25. duben 2008     | 1 | 1:15 | Worcester, Massachusetts, Spojené státy americké  |
| Výhra  | 2-0      | Carlos Eduardo       | KO (úder)                                      | Battle Cage Xtreme 4                      | 19. duben 2008     | 3 | 0:24 | Atlantic City, New Jersey, Spojené státy americké |
| Výhra  | 1-0      | Brad Bernard         | TKO (údery)                                    | FFP: Untamed 20                           | 12. duben 2008     | 1 | 1:32 | Boxborough, Massachusetts, Spojené státy americké |